# Relações entre Estados Unidos e Vietnã
As relações entre os Estados Unidos e o Vietnã foram iniciadas no século XIX com o ex-presidente americano Andrew Jackson, mas as relações pioraram depois que os Estados Unidos se recusaram a proteger o Reino do Vietnã de uma invasão francesa.
Durante a Segunda Guerra Mundial, os EUA ajudaram secretamente o Viet Minh a combater as forças japonesas na Indochina Francesa, embora não tenha sido estabelecida uma aliança formal. Após a dissolução da Indochina Francesa em 1954, os EUA apoiaram o Vietnã do Sul capitalista em oposição ao Vietnã do Norte comunista e lutaram diretamente contra o Vietnã do Norte durante a Guerra do Vietnã. Após a retirada americana em 1973 e a subsequente queda do Vietnã do Sul em 1975, os EUA aplicaram um embargo comercial e romperam os laços com o Vietnã, principalmente por causa de preocupações relacionadas aos boat people e à questão dos prisioneiros de guerra  e dos desaparecidos em combate da Guerra do Vietnã. As tentativas de restabelecer as relações não se concretizaram por décadas, até que o presidente dos EUA, Bill Clinton, começou a normalizar as relações diplomáticas na década de 1990. Em 1994, os EUA suspenderam seu embargo comercial de 30 anos ao Vietnã. No ano seguinte, os dois países estabeleceram embaixadas e consulados. As relações entre os dois países continuaram a melhorar no século XXI.

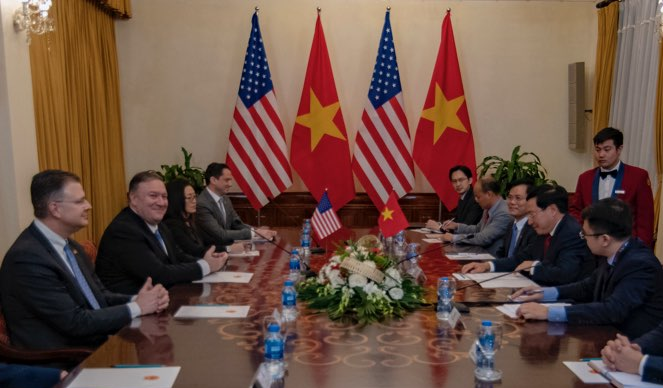
Reunião do Secretário de Estado dos EUA, Mike Pompeo, e do ministro das Relações Exteriores do Vietnã, Phạm Bình Minh, em 2019.

O Vietnã agora é considerado um aliado em potencial dos Estados Unidos, especialmente no contexto geopolítico das disputas territoriais no Mar do Sul da China e na contenção do expansionismo chinês. O Vietnã, um dos países com a opinião pública mais favorável em relação aos EUA, é o único país comunista a ter essa visão favorável. Todos os presidentes dos EUA desde a normalização diplomática em 1995 visitaram o Vietnã pelo menos uma vez, destacando a importância do país no crescente pivô dos EUA para a Ásia; essas visitas foram bem recebidas pela população vietnamita, apesar das diferenças políticas.
Mais de 2,1 milhões de vietnamitas americanos são, em grande parte, imigrantes que se mudaram para os Estados Unidos após a Guerra do Vietnã. Eles representam quase a metade de todos os vietnamitas no exterior.

## História

### Século XIX
Em 1829, o presidente dos EUA Andrew Jackson enviou uma delegação diplomática liderada por Edmund Roberts no USS Peacock para a dinastia Nguyễn para estabelecer relações bilaterais e expandir o comércio entre os dois países. O navio chegou a Vũng Lấm, na província de Phú Yên, em 2 de janeiro de 1833. O governante do Vietnã na época, o imperador Minh Mạng, não estava ansioso para permitir que estrangeiros entrassem livremente no Vietnã e fizessem comércio. Ele exigia que os americanos seguissem as leis vietnamitas e só permitia que eles fizessem negócios em Da Nang, no Vietnã Central. Depois de receber essa mensagem, Edmund Roberts e sua delegação deixaram o Vietnã.:24 O relacionamento americano-vietnamita permaneceu congelado depois de muitos desentendimentos e tensões de 1836 a 1859. Isso durou até 1873, quando o Vietnã teve problemas para lutar contra as forças francesas invasoras no norte do país. O governante Tự Đức nomeou o Ministro das Relações Exteriores Bùi Viện como "Grande Emissário" e o enviou aos Estados Unidos para buscar apoio e ajuda contra o Império Colonial Francês. A delegação diplomática passou por Yokohama, no Japão, e depois chegou a São Francisco em meados de 1873.:274 Bùi Viện e os emissários vietnamitas viajaram para Washington, D.C., e se encontraram com o presidente dos EUA, Ulysses S. Grant, que prometeu ajuda e uma aliança com o Vietnã. No entanto, o Congresso dos EUA cancelou a intervenção de Grant no Vietnã.:275 Em 1884, o Vietnã foi completamente conquistado pela França, tornando-se a Indochina Francesa.

### Segunda Guerra Mundial

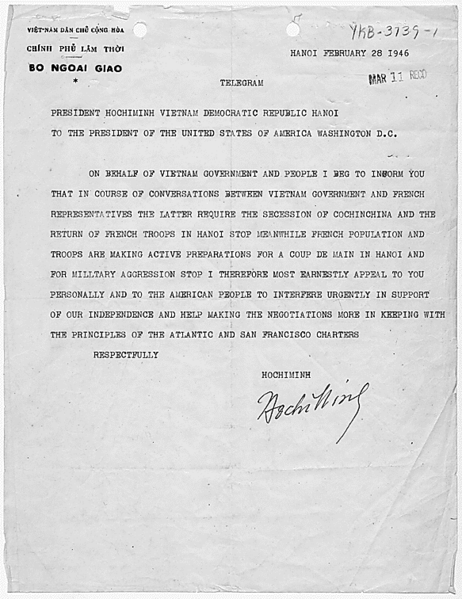
Um telegrama de 1946 enviado por Ho Chi Minh, líder do Viet Minh e chefe do Governo Revolucionário Provisório da República Democrática do Vietnã, endereçado ao presidente Harry S. Truman pedindo que os Estados Unidos se envolvam no Vietnã em apoio à independência vietnamita.

Os EUA e o Vietnã mantiveram relações informais durante a Segunda Guerra Mundial, embora não diretamente com a Indochina Francesa. Embora os EUA tivessem boas relações com a Terceira República Francesa, depois que esta caiu nas mãos da Alemanha Nazista em 1940, a Alemanha estabeleceu a França de Vichy, que assumiu a administração das colônias francesas, incluindo a Indochina Francesa. A França de Vichy permitiu que o Império do Japão tivesse acesso à Indochina Francesa e, em julho de 1941, o Japão estendeu seu controle a toda a Indochina Francesa.
Durante a Guerra do Pacífico, agentes americanos do Escritório de Serviços Estratégicos, liderados pelo oficial do Exército dos Estados Unidos Archimedes Patti, chegaram ao Vietnã e se reuniram com o Viet Minh, um movimento de independência comunista liderado pelo revolucionário pró-americano Ho Chi Minh. Os agentes do Escritório de Serviços Estratégicos e o Viet Minh cooperaram para combater as forças japonesas na Indochina Francesa. O Exército do Povo do Vietnã, fundado em 1944 nas montanhas do noroeste do Vietnã, foi apoiado e sustentado pelo Escritório de Serviços Estratégicos e treinado por militares americanos, inclusive Patti, que respeitava muito os vietnamitas. O primeiro comandante do Exército do Povo do Vietnã foi Võ Nguyên Giáp, que foi treinado sob a supervisão dos americanos.
As relações entre o Viet Minh e o Escritório de Serviços Estratégicos marcaram o início do envolvimento americano no Vietnã. Mais tarde, Ho Chi Minh pediu para estabelecer uma aliança com os Estados Unidos, que foi aprovada pelo presidente americano Franklin D. Roosevelt com o apoio do general americano Dwight D. Eisenhower. No entanto, as relações ficaram tensas após outros eventos na Indochina Francesa, incluindo a morte do oficial do Escritório de Serviços Estratégicos Albert Peter Dewey, que foi baleado por combatentes vietnamitas durante o combate de 1945 no Vietnã; os vietnamitas alegaram que confundiram Dewey com um soldado francês, e Ho Chi Minh teria se desculpado com os EUA e ordenado a busca por Dewey. Porém, o historiador vietnamita Trần Văn Giàu relatou que o corpo de Dewey foi jogado em um rio próximo e nunca foi recuperado. Depois que Harry S. Truman assumiu o poder após a morte de Roosevelt, uma aliança entre os EUA e o Vietnã ficou novamente abalada.

### Guerra do Vietnã

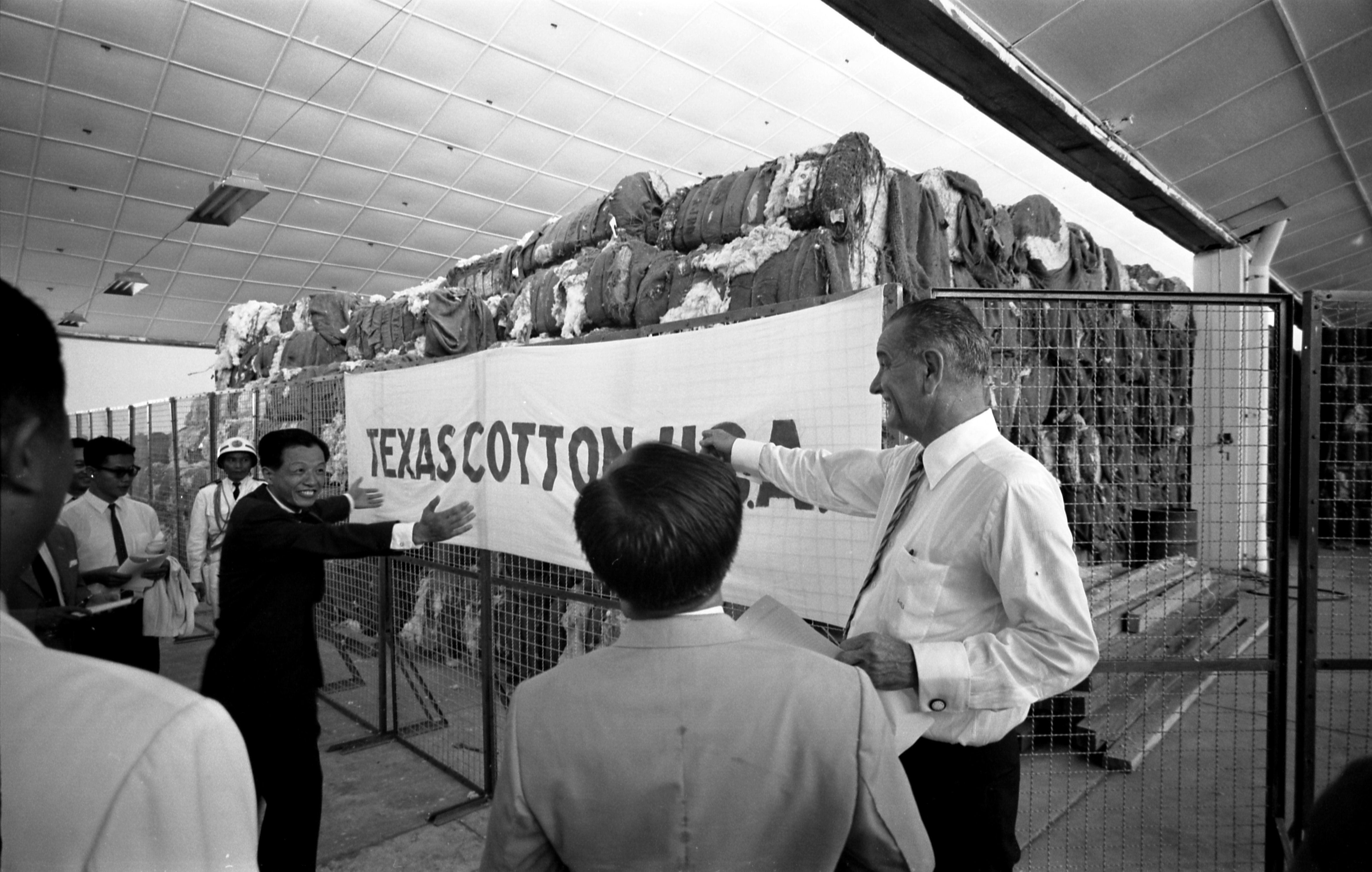
O vice-presidente Lyndon B. Johnson visitando uma fábrica de tecidos em Saigon, 1961.

Na onda pós-colonial após o fim da Segunda Guerra Mundial, a Primeira Guerra da Indochina forçou a Quarta República Francesa a sair da Indochina Francesa. Na Conferência de Genebra de 1954, a Indochina Francesa foi desmembrada e substituída pelos estados independentes do Vietnã do Norte, Vietnã do Sul, Camboja e Laos. Entretanto, com a Guerra Fria em andamento, a preocupação passou a ser as ideologias políticas. O Vietnã havia sido dividido em dois países opostos: O Vietnã do Norte, um país comunista que lutou contra os franceses e, portanto, entrou em oposição aos ideais americanos; e o Vietnã do Sul, um país capitalista que lutou ao lado dos franceses e, de modo geral, estava alinhado com a perspectiva geopolítica dos EUA de que o comunismo deveria ser contido. Os dois países foram divididos no paralelo 17 N, não muito diferente do paralelo 38 N que dividiu a Coreia do Norte e a Coreia do Sul na Guerra da Coreia. A Conferência de Genebra previa a realização de uma eleição geral até julho de 1956 para criar um estado vietnamita unificado, mas não foi assinada diretamente nem aceita pelos delegados do Vietnã do Sul e dos EUA, e o líder sul-vietnamita Ngo Dinh Diem se recusou a permitir as eleições.
Os EUA apoiaram o Vietnã do Sul, pois já haviam apoiado a França durante a Primeira Guerra da Indochina. Os EUA enviaram conselheiros militares americanos para treinar e ajudar o Exército da República do Vietnã e gastaram grandes quantias de dinheiro em esforços para modernizar o país; no entanto, isso criou tensões entre os EUA e o Vietnã do Norte. As tensões chegaram a um ponto de ruptura após o incidente do Golfo de Tonquim em 1964, quando os EUA acusaram a Marinha do Vietnã de atacar o USS Maddox e outras embarcações da Marinha dos Estados Unidos em duas ocasiões distintas. Enquanto o primeiro incidente mal danificou o USS Maddox e resultou em 10 vítimas vietnamitas (4 mortos e 6 feridos), o segundo incidente foi controverso e foi provado que não aconteceu na década de 2000. No entanto, na época, o presidente dos EUA, Lyndon B. Johnson, usou os dois incidentes como justificativa para tomar as medidas de retaliação; o Congresso dos EUA aprovou prontamente a Resolução do Golfo de Tonquim, que autorizou o envio de forças americanas para o Vietnã.

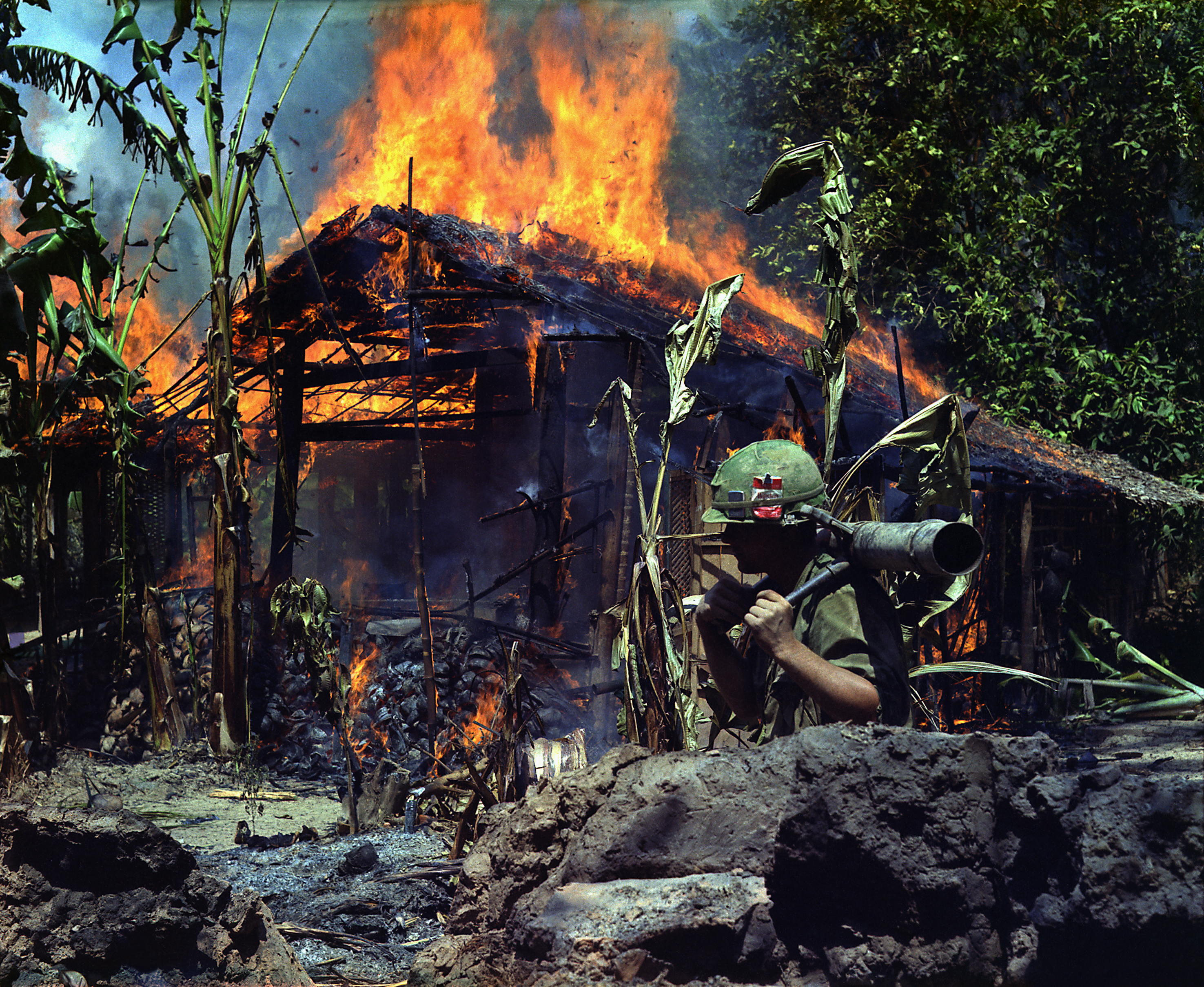
Soldados do Exército dos EUA queimando um acampamento de base vietcongue durante a Guerra do Vietnã, 1968.

O incidente do Golfo de Tonquim deu início ao envolvimento americano na Segunda Guerra da Indochina, conhecida no mundo ocidental como a Guerra do Vietnã. Durante 11 anos, os EUA, o Vietnã do Sul e seus aliados lutaram contra o Vietnã do Norte, os vietcongues e seus aliados. Embora os EUA e o Vietnã do Sul tenham usado a supremacia aérea, o apoio aéreo aproximado e as operações de inteligência conduzidas pela Agência Central de Inteligência a seu favor, o Vietnã do Norte e os vietcongues usaram as técnicas de guerrilha, embora suas táticas tenham se tornado gradualmente mais convencionais à medida que a guerra avançava. A Guerra do Vietnã apresentou um grande impacto para todos os envolvidos: O Vietnã do Norte e os vietcongues tinham cerca de 690.000 soldados em 1966, o Vietnã do Sul tinha uma força de 1,5 milhão de soldados em 1972 e os EUA enviaram um total de 2,7 milhões de soldados durante o envolvimento americano, sendo que o maior envio foi de 543.000 soldados em abril de 1969. Os EUA gastaram cerca de US$ 140 bilhões (US$ 950 bilhões em 2011) em despesas diretas com o Vietnã do Sul para obras de infraestrutura, treinamento do exército e das forças policiais e modernizar o país. As baixas e a destruição causadas pela guerra foram imensas, com o conflito matando entre 1,3 milhão e 3,4 milhões de pessoas, um total combinado de combatentes e não combatentes de ambos os lados. A sociedade americana foi bastante polarizada pela guerra, que coincidiu com o auge do fenômeno da contracultura e do movimento pelos direitos civis; a oposição ao envolvimento americano na Guerra do Vietnã estava relacionada a esses movimentos, mas foi um movimento importante e significativo por si só. As simpatias e as perspectivas dos americanos em relação ao Vietnã dependiam da posição política, e o próprio governo dos EUA sofreu divisões entre políticos pró e contra a guerra.

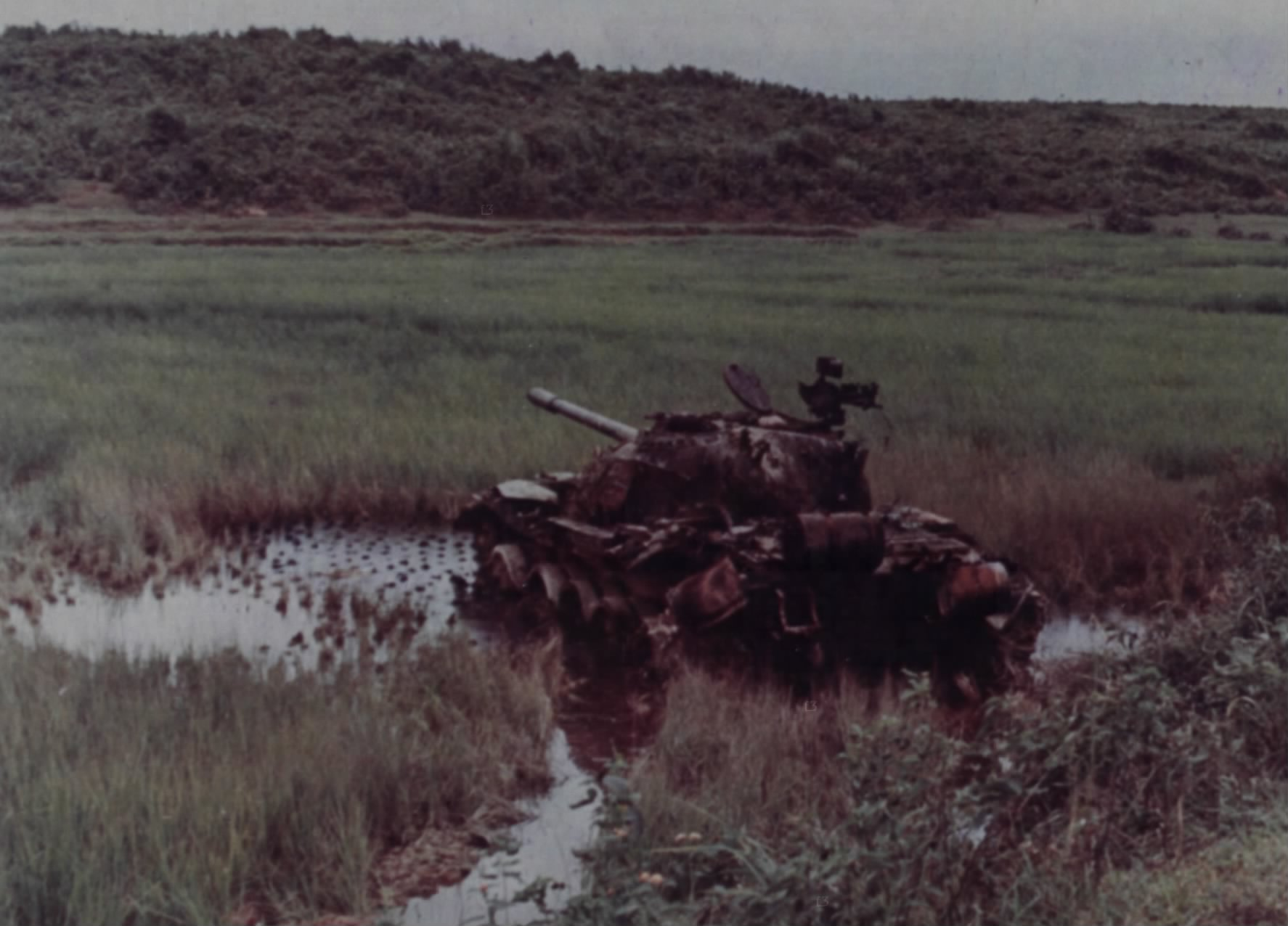
Destroços de um tanque T-54 do Exército do Povo do Vietnã, destruído por soldados do Exército da República do Vietnã, 1972.

Em 1969, com a Guerra do Vietnã se tornando cada vez mais impopular nos Estados Unidos, o presidente americano Richard Nixon promulgou um plano de "vietnamização", no qual as forças militares americanas se retiraram das funções de combate e, em vez disso, apenas forneceram inteligência, apoio e logística, com o objetivo final de ter um Vietnã do Sul autossuficiente e capaz de combater o conflito por conta própria. Em 1972, as forças dos EUA já haviam se retirado em grande parte e suas operações se limitavam a apoio aéreo, apoio de artilharia, consultas e envio de remessas de material. Em 27 de janeiro de 1973, os Acordos de Paz de Paris foram assinados pelos representantes dos EUA, do Vietnã do Norte, do Vietnã do Sul e dos vietcongues. Os acordos exigiam um cessar-fogo, a retirada de todas as forças dos EUA, a permanência das tropas norte-vietnamitas no sul e a eventual reunificação do Vietnã "por meios pacíficos". Na realidade, uma vez que as últimas tropas de combate dos EUA deixaram o Vietnã em março de 1973, e os EUA foram efetivamente impedidos de fornecer assistência militar na Indochina de acordo com a Case-Church Amendment de 1973, os conflitos continuaram.
O Vietnã do Norte e o Vietnã do Sul continuaram a lutar por mais dois anos, de 1973 a 1975, mas o Vietnã do Sul, tendo que lutar sem o apoio americano, sofreu graves perdas de pessoal e território para as forças norte-vietnamitas. Em março de 1975, o general norte-vietnamita Võ Nguyên Giáp, do Vietnã do Norte, planejando testar a resolução americana, enviou o general Văn Tiến Dũng para lançar um ataque a Buôn Ma Thuột; quando o Congresso dos EUA bloqueou as tentativas de apoiar o Vietnã do Sul, Giáp lançou uma invasão em grande escala do Vietnã do Sul e, no final de abril, as forças norte-vietnamitas haviam cercado a capital sul-vietnamita de Saigon. Os EUA lançaram a Operação Vento Constante, enviando a Força-Tarefa 76 da Marinha dos EUA para evacuar Saigon antes que as forças norte-vietnamitas pudessem capturar a cidade, inicialmente apenas para evacuar os funcionários da embaixada americana, mas, por fim, aceitando civis e militares sul-vietnamitas que embarcavam nos voos de evacuação ou levavam suas próprias aeronaves para as frotas de evacuação, a ponto de as aeronaves que não estavam sendo usadas terem que ser empurradas para fora dos porta-aviões para dar espaço para outras. Nessa operação, um total de 1.373 norte-americanos e 5.595 vietnamitas e cidadãos de outros países foram evacuados por helicóptero, e o número total de vietnamitas evacuados pela Operação Vento Constante ou que fugiram e acabaram sob a custódia dos Estados Unidos como refugiados totalizou 138.869. Pouco tempo depois, as forças norte-vietnamitas capturaram Saigon, encerrando a Guerra do Vietnã com uma vitória decisiva do Vietnã do Norte e iniciando a reunificação do Vietnã na moderna República Socialista do Vietnã. Saigon foi renomeada para Cidade de Ho Chi Minh, mas a capital do Vietnã permaneceu em Hanói.

#### Agente Laranja

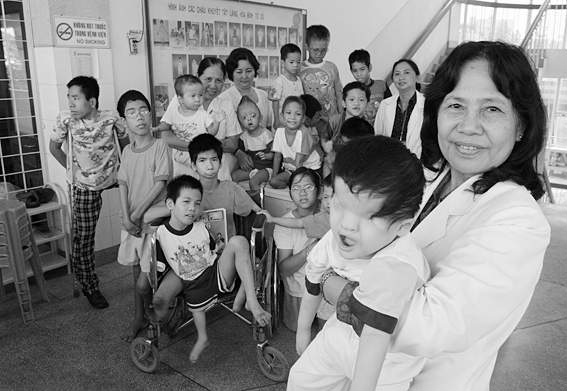
Uma professora vietnamita com um grupo de crianças com deficiência, muitas das quais desenvolveram doenças congênitas resultantes do uso do Agente Laranja.

O Agente Laranja foi um herbicida e desfolhante usado pelos EUA como parte da Operação Ranch Hand, um programa de guerra herbicida iniciado pelo exército dos EUA. Desenvolvido de 1962 a 1971, o Agente Laranja consiste em uma mistura de 2,4,5-T e 2,4-D, com mais de 20 milhões de galões produzidos pelos EUA durante a guerra. O Agente Laranja tinha como objetivo principal destruir a folhagem usada como esconderijo pelos soldados norte-vietnamitas.
Mais tarde, descobriu-se que o 2,4,5-T usado para produzir o Agente Laranja estava contaminado com 2,3,7,8-Tetraclorodibenzodioxina, um composto de dioxina extremamente tóxico. O uso do Agente Laranja causou a morte de milhares de pessoas, a destruição de mais de 3,1 milhões de hectares (31.000 km²) das florestas do Vietnã e até um milhão de vietnamitas e americanos sofreram de doenças congênitas, deficiências e problemas de saúde resultantes dos produtos químicos tóxicos usados no Agente Laranja. A Sociedade da Cruz Vermelha do Vietnã estima que até 1 milhão de pessoas são deficientes ou têm problemas de saúde devido aos efeitos do Agente Laranja, mas o governo dos EUA descartou esses números como não confiáveis e irrealistas.

### Rompimento de laços diplomáticos e tentativas de normalização
Após a Guerra do Vietnã, o Vietnã buscou o estabelecimento de relações diplomáticas com os Estados Unidos. Inicialmente, o objetivo era obter US$ 3,3 bilhões em ajuda para a reconstrução, que o presidente dos EUA, Richard Nixon, havia prometido após a assinatura dos Acordos de Paz de Paris, na forma de uma carta oferecendo um valor específico. Em junho de 1975, o primeiro-ministro vietnamita Phạm Văn Đồng, falando à Assembleia Nacional do Vietnã, convidou os EUA a normalizar as relações com o Vietnã e a honrar seu compromisso de fornecer fundos para a reconstrução. Representantes de dois bancos americanos - o Bank of America e o First National City Bank - foram convidados a ir a Hanói para discutir possibilidades de comércio, e as empresas petrolíferas americanas foram informadas de que poderiam solicitar concessões para procurar petróleo em águas vietnamitas.
No entanto, o governo dos EUA negligenciou o pedido de Đồng de normalização das relações, porque ele se baseava em reparações, e o clima político americano após a guerra impedia a busca de tal resultado. Os EUA também aplicaram um embargo comercial contra o Vietnã em 1975. Em resposta ao Vietnã, o governo do presidente dos EUA, Gerald Ford, impôs sua própria pré-condição para a normalização das relações, anunciando que seria necessária uma contabilidade completa dos prisioneiros de guerra americanos e dos desaparecidos em combate, incluindo a devolução de quaisquer restos mortais, antes das tentativas de normalização. Nenhuma concessão foi feita por nenhum dos lados até que o presidente dos EUA, Jimmy Carter, suavizou a exigência americana de uma contabilidade completa para simplesmente a contabilidade mais completa possível e enviou uma missão diplomática ao Vietnã em 1977 para iniciar as discussões de normalização.

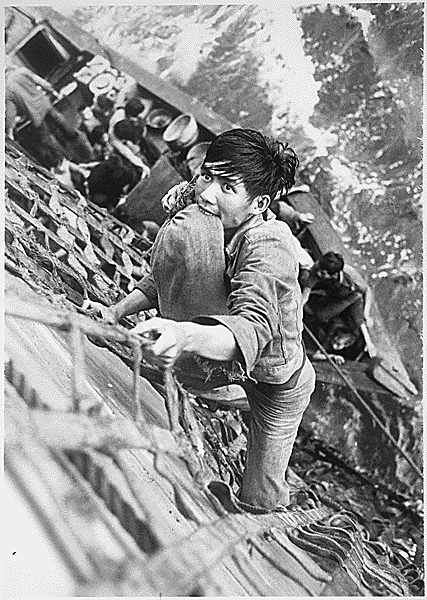
Um refugiado vietnamita que fugiu do Vietnã de barco sobe uma escada de corda até o convés do USS White Plains, 1979.

Embora o Vietnã tenha sido inicialmente inflexível em relação à assistência econômica americana (seu primeiro plano econômico pós-guerra contava com a quantia prometida pelo presidente Nixon), a condição foi abandonada em meados de 1978, quando o ministro das Relações Exteriores do Vietnã, Nguyễn Cơ Thạch, e o governo dos EUA chegaram a um acordo em princípio sobre a normalização, mas a data foi deixada em aberto. Quando Thạch pediu em novembro de 1978, o governo dos EUA não se comprometeu: naquela época, os EUA estavam preocupados com um grande fluxo de boat people e já estavam tentando normalizar as relações com a China; as relações entre o Vietnã e a China estavam tensas na época - acabando por piorar ainda mais na Guerra Sino-Vietnamita em 1979 - e os EUA não queriam arriscar suas relações com a China normalizando as relações com um dos inimigos da China. O governo vietnamita reagiu formalizando suas relações com a União Soviética. Sua esperança original, no entanto, era obter o reconhecimento diplomático dos Estados Unidos e um tratado de amizade com a União Soviética, como uma garantia dupla contra futuras interferências chinesas. Nos EUA, a questão da normalização das relações com o Vietnã foi complicada pela Guerra do Camboja, pela crise dos refugiados vietnamitas e pelas questões não resolvidas dos prisioneiros de guerra e dos desaparecidos em combate, com o presidente dos EUA, Ronald Reagan, continuando a impor o embargo comercial e impedindo a normalização enquanto as tropas vietnamitas ocupassem o Camboja. Quaisquer esforços para melhorar as relações permaneceram intimamente ligados à disposição dos EUA de honrar seu compromisso de ajuda ao Vietnã em 1973 e ao fracasso do Vietnã em explicar o paradeiro dos desaparecidos em combate americanos na Indochina.
No entanto, a partir de meados de 1978, o Vietnã deixou de insistir que as questões dos desaparecidos em combate e da ajuda fossem resolvidas como condição prévia para a normalização e parou de vincular a questão dos desaparecidos em combate a outros assuntos não resolvidos entre os dois países. Os líderes vietnamitas contrastaram sua contenção na questão dos desaparecidos em combate com sua suposta exploração política pelos Estados Unidos como condição para a normalização das relações. Como sinais adicionais de boa vontade, Hanói permitiu a escavação conjunta entre os EUA e o Vietnã de um local de queda de um B-52 em 1985 e devolveu os restos mortais de vários militares americanos entre 1985 e 1987. Durante esse período, os porta-vozes vietnamitas também afirmaram ter um plano de dois anos para resolver a questão dos desaparecidos em combate, mas não revelaram detalhes.
Embora o 6º Congresso Nacional do Partido Comunista do Vietnã, em dezembro de 1986, tenha dado pouca atenção oficial ao restabelecimento das relações diplomáticas com os EUA, o relatório do Congresso observou que o Vietnã continuava a manter conversações com os EUA sobre questões humanitárias e expressou a disposição de melhorar as relações. Embora com um tom ambivalente, a mensagem era mais positiva do que o relatório do 5º Congresso Nacional do Partido Comunista do Vietnã de 1982, que atribuía o relacionamento estagnado à "política hostil" americana. A melhora na relação pode ser atribuída à influência do recém-nomeado Secretário Geral do Partido, Nguyễn Văn Linh, que deveria dar alta prioridade à expansão dos vínculos do Vietnã com o Ocidente. Apesar dos sinais de melhora, em meados de 1987, o governo vietnamita, tendo determinado que a cooperação havia obtido poucas concessões dos EUA, voltou à sua posição anterior a 1978, relacionando as questões de ajuda e dos desaparecidos em combate. No entanto, uma reunião entre os líderes vietnamitas e o enviado especial de Reagan para lidar com a questão dos desaparecidos em combate, o General John William Vessey Jr., em agosto de 1987, resultou em ganhos significativos para ambos os lados: em troca de uma maior cooperação vietnamita para resolver a questão dos desaparecidos em combate, os EUA concordaram em incentivar oficialmente a assistência beneficente ao Vietnã. Embora o acordo tenha ficado aquém das solicitações de Hanói por ajuda econômica ou reparações de guerra, foi a primeira vez que os EUA ofereceram algo em troca da assistência vietnamita para a contabilização dos desaparecidos em combate e foi um passo importante para a reaproximação.

### Reaproximação
A influência dos senadores americanos John McCain e John Kerry sobre o presidente americano Bill Clinton foi fundamental para a decisão do governo americano de suspender o embargo comercial contra o Vietnã em 1994. Kerry e McCain eram veteranos condecorados da Guerra do Vietnã que atuaram no Comitê Seleto do Senado para Assuntos dos Prisioneiros de Guerra e dos Desaparecidos em Combate. Nessa função, eles estavam familiarizados com a questão dos desaparecidos em combate americanos, viajando com frequência para o Vietnã e se encontrando com autoridades do governo vietnamita. Após anos de controvérsia nos EUA sobre o destino dos desaparecidos em combate, bem como um progresso mensurável do governo vietnamita em atender às demandas americanas relacionadas, Kerry e McCain começaram a defender o levantamento do embargo, acreditando que a política promoveria a reconciliação binacional e os interesses econômicos e de segurança americanos. De acordo com o então senador Ted Kennedy, "John Kerry fez isso porque a questão da guerra ardia em sua alma e ele encontrou uma alma gêmea em John McCain." Em muitas ocasiões, McCain e Kerry se encontraram pessoalmente com Clinton para promover a suspensão do embargo. Em uma conversa com Clinton, McCain declarou: "Não importa mais para mim, Sr. Presidente, quem era a favor e quem era contra a guerra. Estou cansado de olhar para trás com raiva. O importante é seguirmos em frente agora." Ao argumentar a favor de Clinton, os senadores "apresentaram razões geopolíticas e econômicas, mas também enfatizaram a questão da honra nacional, já que os vietnamitas haviam feito diligentemente tudo o que lhes havíamos pedido em relação aos desaparecidos em combate [soldados]."
Os esforços de Kerry e McCain no Congresso dos Estados Unidos e na esfera pública criaram o capital político e o consenso necessários para que o governo Clinton suspendesse o embargo. Embora as autoridades do governo Clinton estivessem em consenso para suspender o embargo, o governo percebeu que não possuía credibilidade política suficiente. Clinton havia evitado o serviço militar na Guerra do Vietnã quando jovem, descrevendo o conflito em uma carta em 1969. Consequentemente, Kerry e McCain procuraram usar sua ampla credibilidade sobre o assunto para criar um ambiente no qual Clinton pudesse suspender o embargo. Em 1993, Kerry e McCain acompanharam Clinton ao Monumentos aos Veteranos do Vietnã, apesar da oposição significativa dos grupos de veteranos. Além disso, os dois homens acompanharam Clinton em 1993 "como seus acompanhantes" para "proferir o discurso de formatura na Northeastern University." Posteriormente, em 1994, Kerry e McCain promoveram uma resolução bipartidária do Senado pedindo ao governo Clinton que suspendesse o embargo. Apesar da oposição significativa da liderança republicana e de grupos de veteranos, "o participação de McCain persuadiu vinte republicanos a votarem a favor da medida, que foi aprovada por 62 votos a 38." Durante o desenvolvimento do projeto de lei, Kerry se comunicava com frequência com funcionários do governo Clinton. Após a votação, Kerry enfatizou a promoção da "cura nacional", declarando que "era hora de deixar a guerra para trás." Da mesma forma, McCain descreveu a resolução como "um evento seminal nas relações entre os EUA e o Vietnã", acrescentando que "a votação dará ao presidente a... cobertura política de que ele precisa para suspender o embargo."
O embargo dos EUA ao Vietnã acabou sendo suspenso em fevereiro de 1994. A normalização formal ocorreu em 1995, quando ambos os países abriram embaixadas de facto que foram posteriormente atualizados para embaixadas formais no final do ano, com os EUA abrindo posteriormente o Consulado Geral dos Estados Unidos, na Cidade de Ho Chi Minh, e o Vietnã abrindo um consulado em São Francisco. Em 1997, o governo vietnamita concordou em pagar as dívidas do governo do Vietnã do Sul, que na época chegavam a US$ 140 milhões, para poder negociar com os EUA. Depois disso, o volume de comércio entre os dois países aumentou. Também em 1997, Clinton nomeou o ex-prisioneiro de guerra e congressista dos EUA Douglas Peterson como o primeiro embaixador dos EUA no Vietnã.

### Século XXI

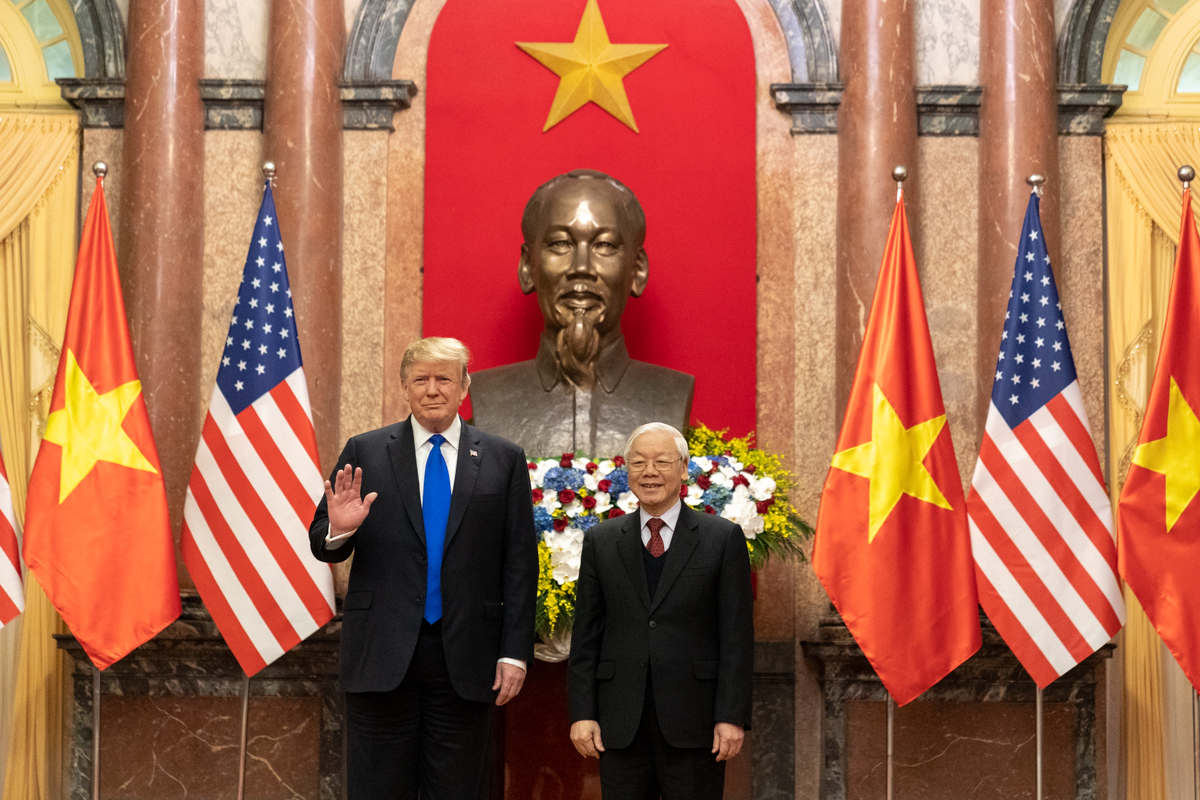
O presidente dos EUA, Donald Trump, e o presidente e secretário-geral do Vietnã, Nguyễn Phú Trọng, em frente a uma estátua de Ho Chi Minh em Hanói, em 27 de fevereiro de 2019.

O presidente dos Estados Unidos, Bill Clinton, fez uma visita histórica ao Vietnã em novembro de 2000. Ele foi o primeiro líder americano a visitar oficialmente Hanói e o primeiro a visitar o Vietnã desde que as tropas americanas se retiraram do país em 1975.
O Diálogo Bilateral de Direitos Humanos anual foi retomado em 2006 após um hiato de dois anos. Os EUA e o Vietnã assinaram um Acordo de Comércio Bilateral em julho de 2000, que entrou em vigor em dezembro de 2001. Em 2003, os dois países assinaram uma Carta de Acordo de Combate ao Narcotráfico (alterada em 2006), um Acordo de Aviação Civil e um acordo têxtil. Em janeiro de 2007, o Congresso aprovou as Relações Comerciais Normais Permanentes para o Vietnã. Em julho de 2015, os Estados Unidos receberam o secretário geral do Partido Comunista do Vietnã, Nguyễn Phú Trọng, na primeira visita de um secretário geral do Partido Comunista do Vietnã aos Estados Unidos, após um esforço conjunto do governo Obama para buscar relações mais próximas com o Vietnã.

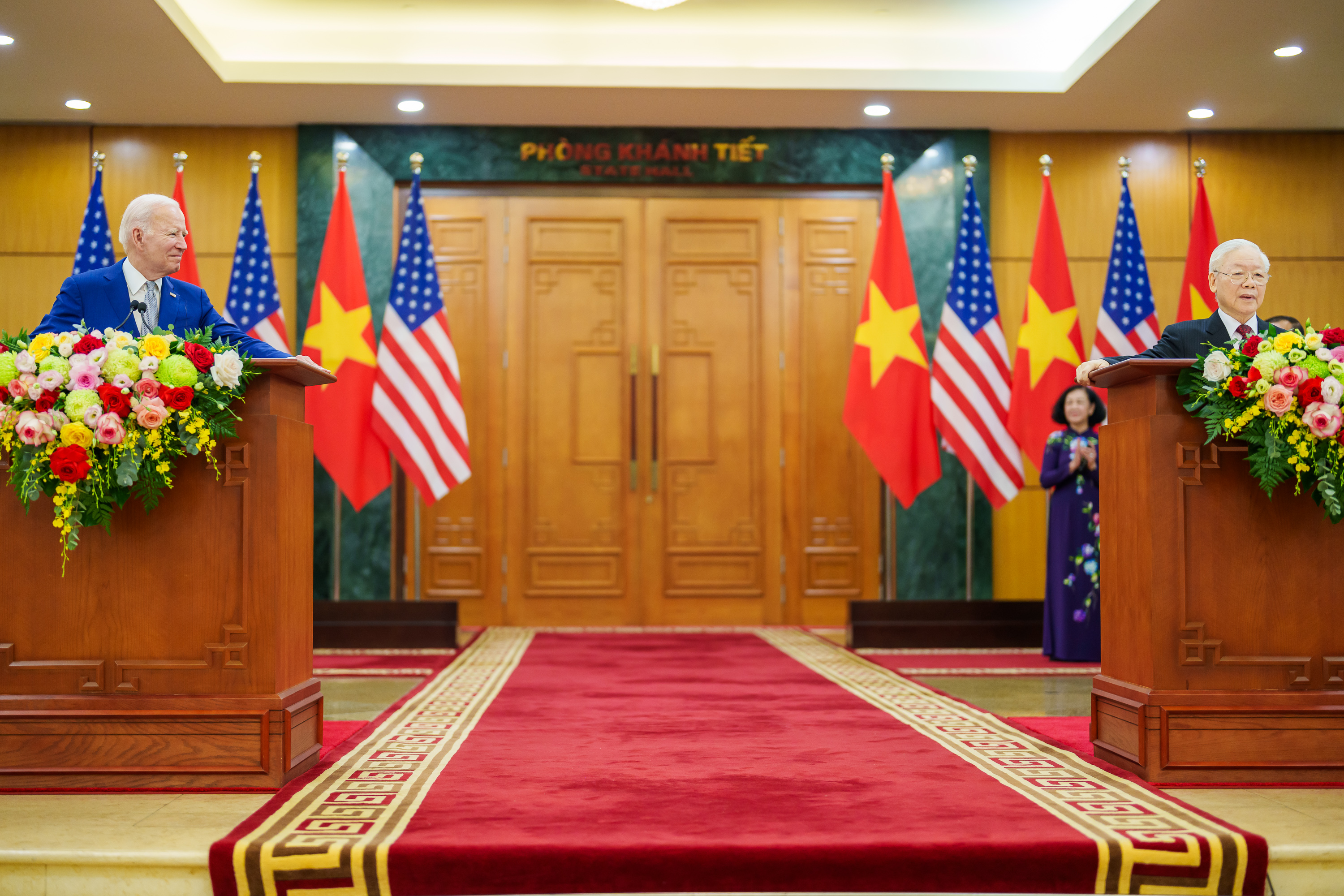
O presidente dos EUA, Joe Biden, e Nguyễn Phú Trọng durante a visita de Biden ao Vietnã em setembro de 2023.

Em 27-28 de fevereiro de 2019, a Cúpula entre Estados Unidos e Coreia do Norte em 2019 foi realizada entre o líder norte-coreano Kim Jong Un e o presidente dos EUA Donald Trump em Hanói, Vietnã.
Durante uma visita ao Vietnã em 10 de setembro de 2023, o presidente dos EUA, Joe Biden, visitou o secretário-geral Nguyễn Phú Trọng, com o governo vietnamita atualizando o relacionamento entre os países para o de uma Parceria Estratégica Abrangente, a mais alta concedida pelo Vietnã. Biden disse que o objetivo do acordo não é reduzir a influência da China na Ásia, mas que ele está em busca de crescimento econômico e estabilidade no Vietnã.

## Transporte
Em dezembro de 2003, os Estados Unidos e o Vietnã assinaram um Acordo Bilateral de Transporte Aéreo. Várias companhias aéreas dos EUA já têm acordos de compartilhamento de código de terceiros com a Vietnam Airlines. Os voos diretos entre a Cidade de Ho Chi Minh e São Francisco começaram em dezembro de 2004. O Vietnã e os Estados Unidos também assinaram um Acordo Marítimo bilateral em março de 2007 que abriu o setor de transporte marítimo e serviços do Vietnã para empresas americanas. Em 2011, os bancos dos EUA concordaram em investir US$ 1,5 bilhão na infraestrutura vietnamita.

## Militares
De acordo com o Council on Foreign Relations, a política de defesa do Vietnã se baseia no princípio dos "Quatro 'Nãos": nenhuma aliança militar, nenhuma tropa estrangeira estacionada em solo vietnamita, nenhuma parceria com uma potência estrangeira para combater outra e nenhuma força ou ameaça de uso da força nas relações internacionais. Historicamente, esse era o princípio dos "Três 'Nãos'"; no entanto, o quarto, que denuncia o uso da força nas relações internacionais, foi acrescentado no "Livro Branco de Defesa Nacional" de dezembro de 2019, que também afirmava que o Vietnã está disposto a permitir que navios de outros países atraquem em seus portos. A cooperação entre os Estados Unidos e o Vietnã em outras áreas, como defesa, não proliferação nuclear, antiterrorismo e aplicação da lei, está se expandindo constantemente.
As disputas territoriais no Mar do Sul da China com a China, que se tornou mais assertiva em suas reivindicações territoriais, também fortaleceram gradualmente as relações entre o Vietnã, os EUA e outros rivais chineses, incluindo a Índia e o outro membro da Associação de Nações do Sudeste Asiático e aliado dos EUA, as Filipinas. Os EUA são a favor de um Mar do Sul da China aberto para sua estratégia mais ampla no Indo-Pacífico e porque as reivindicações territoriais chinesas na região ameaçam a segurança e a prosperidade de seus principais aliados regionais. Com o relacionamento historicamente complexo do Vietnã com a China, que incluiu disputas territoriais passadas, o Vietnã sente que as reivindicações e ações chinesas no Mar do Sul da China ameaçam sua soberania e integridade territorial. Nesse sentido, os interesses de segurança americanos e vietnamitas se alinham ao se oporem à China no Mar do Sul da China.
O Vietnã recebeu a visita de cinco navios da Marinha dos EUA em 2007, incluindo uma escala no porto de Da Nang do navio USS Peleliu, que transportava um contingente multinacional de pessoal médico e de engenharia. Em junho de 2007, observadores vietnamitas participaram pela primeira vez do exercício naval multinacional Cooperation Afloat Readiness and Training (CARAT), organizado pela Marinha dos EUA.
Quando perguntada sobre a morte de Osama bin Laden em 2011, Nguyen Phuong Nga, porta-voz do Ministério das Relações Exteriores do Vietnã, concordou com as medidas americanas de antiterrorismo, dizendo: "Os terroristas devem assumir a responsabilidade por seus atos e devem ser severamente punidos. O Vietnã continuará a se unir à comunidade internacional na luta contra o terrorismo, com base na Carta das Nações Unidas e nos princípios básicos do direito internacional, para eliminar o terrorismo."
Em abril de 2013, após o aumento das tensões entre as embarcações de pesca vietnamitas e a Guarda Costeira da China, que atingiu o pico um mês antes, depois que um sinalizador chinês acidentalmente incendiou um barco de pesca vietnamita, a Marinha do Vietnã e a Guarda Costeira dos EUA cooperaram para melhorar a segurança nas águas vietnamitas e resolver os confrontos entre os pescadores vietnamitas e as embarcações chinesas.
Em junho de 2013, o primeiro-ministro vietnamita Nguyễn Tấn Dũng disse em um discurso no Diálogo de Shangri-La em Singapura que veria com bons olhos os EUA desempenharem um papel mais importante para moderar as tensões regionais, já que a China e alguns de seus vizinhos do Sudeste Asiático permanecem em um impasse sobre as reivindicações territoriais concorrentes no Mar do Sul da China, dizendo: "Nenhum país regional se oporia ao envolvimento estratégico de potências extrarregionais se esse envolvimento visasse melhorar a cooperação para a paz, a estabilidade e o desenvolvimento. Atribuímos especial importância aos papéis desempenhados por uma China em vigorosa ascensão e pelos Estados Unidos - uma potência do Pacífico."
Em outubro de 2013, os Estados Unidos e o Vietnã assinaram um pacto que permitia a transferência de combustível nuclear e tecnologia dos EUA para o Vietnã, que já estava trabalhando com a Rússia para concluir sua primeira usina nuclear para atender às crescentes demandas de energia, com um funcionário americano observando que "o Vietnã está ativamente tomando medidas agora para o desenvolvimento de uma infraestrutura doméstica robusta para apoiar um programa de energia nuclear." Em linha com seu envolvimento mais ativo com o Vietnã, os EUA forneceram fundos e equipamentos para ampliar as capacidades navais vietnamitas. Em 2013, o Secretário de Estado John Kerry anunciou que os EUA forneceriam ao Vietnã US$ 18 milhões para melhorar a capacidade de sua guarda costeira.
Além disso, os EUA e o Vietnã também cooperam no setor de energia limpa. Em 2014, o embaixador dos EUA no Vietnã anunciou que os EUA estavam fornecendo assistência técnica para o desenvolvimento de sistemas de energia eólica no Vietnã.
No início de outubro de 2014, os EUA aprovaram um relaxamento de seu embargo de armas de longa data ao Vietnã. Em maio de 2016, o presidente Barack Obama anunciou a suspensão total do embargo durante sua visita ao Vietnã.
Em 2 de outubro de 2016, o destróier da Marinha dos EUA USS John S. McCain e o submarino USS Frank Cable fizeram a primeira visita ao porto de Cam Ranh Bay desde 1975. Um porta-aviões da Marinha dos EUA (USS Carl Vinson) visitou o Vietnã em março de 2018. De acordo com o Ministério das Relações Exteriores do Vietnã, a visita "contribuiria para manter a paz, a estabilidade, a segurança, a cooperação e o desenvolvimento na região".
Em maio de 2017, os EUA entregaram seis barcos de patrulha classe Defiant para a Guarda Costeira do Vietnã. A cooperação em questões de suas capacidades navais sugere que as preocupações de segurança compartilhadas sobre o Mar do Sul da China fortaleceram o relacionamento militar entre os EUA e o Vietnã.
O relacionamento de defesa entre os EUA e o Vietnã, no entanto, é limitado pela memória histórica e pela política externa multivetorial do Vietnã. Embora os temores sobre a mudança de regime tenham diminuído, as frequentes críticas dos EUA à situação dos direitos humanos do Vietnã são entendidas no contexto da Guerra do Vietnã e geram preocupação no Vietnã sobre as verdadeiras intenções dos EUA. Isso pode servir para limitar o escopo e a escala da cooperação militar. Da mesma forma, com sua política externa multivetorial, o Vietnã evita se alinhar muito estreitamente com qualquer potência regional específica e, em particular, limita seu envolvimento com os EUA para evitar perturbar a China. Por conta disso, a Rússia, e não os EUA, é o maior exportador de armas para o Vietnã.

## Missões diplomáticas
A Embaixada dos EUA no Vietnã está localizada em Hanói. O Consulado Geral dos EUA está localizado na Cidade de Ho Chi Minh. O Consulado Geral do Vietnã nos EUA está localizado em São Francisco, Califórnia. Em 2009, os Estados Unidos receberam permissão para abrir um consulado em Da Nang; em 2010, o Vietnã inaugurou oficialmente um consulado geral em Houston.

### Principais autoridades dos EUA
- Embaixador - Marc Knapper

- Cônsul Geral - Marie C. Damour

#### Missões diplomáticas do Vietnã
- Washington, D.C. (Embaixada)

- São Francisco (Consulado)

- Nova York (Consulado)

- Houston (Consulado)

#### Missões diplomáticas dos Estados Unidos
- Hanói (Embaixada)

- Cidade de Ho Chi Minh (Consulado)